# Pere Vinyals i Veguer
Pere Vinyals i Veguer fou un militar català que destacà en el setge de Barcelona del 1713-1714 lluitant contra els filipistes.
Va néixer al mas Vinyals de Flaçà, al Gironès, durant la segona meitat del segle xvii. Era fill d'una família de pagesos terratinents benestants, que habien rebut el privilegi de noblesa a mitjan segle XVI de mans de l'emperador Carles V.
Va lluitar com a voluntari en la defensa de Girona durant el setge borbònic dels mesos de desembre del 1710 i gener del 1711, quan la ciutat va capitular a favor del duc de Noailles, generalíssim de l'exèrcit borbònic.
L'any 1711, després del setge de Girona, la reina Elisabet Cristina de Brunsvic-Wolfenbüttel el va nomenar tinent coronel de l'exèrcit. Dos anys més tard promocionava al grau de coronel i se li assignava el comandament del regiment de dragons-cuirassers de Sant Miquel, format per la majoria dels soldats aragonesos que havien lluitat amb el regiment d'Aragó.
Va lluitar en la defensa de Barcelona durant el setge borbònic dels anys 1713 i 1714. El 6 de setembre del 1713 va prendre part en el combat de la Creu Coberta i pocs dies més tard lluitava en els combats del convent dels Caputxins, Santa Madrona i les cases de Lleviol. A finals de juliol del 1714 va rebre el comandament de les obres de construcció d'una travessera dins de la ciutat per reforçar les muralles. A primers d'agost prenia part en l'atac contra les bateries borbòniques situades al convent dels Caputxins i al Mont Calvari (entre el Convent del Jesús i dels Caputxins) i, pocs dies més tard, lluitava a la batalla del Baluard de Santa Clara.
Els darrers dies de la resistència barcelonina va emmalaltir greument. Això no va impedir que el 22 de setembre del 1714 fos arrestat juntament amb la resta dels principals responsables de la resistència barcelonina, traslladat a un vaixell ancorat al port de Barcelona i enviat al castell d'Alacant. A finals de novembre va ésser destinat a la presó del castell de San Antón de la Corunya juntament amb altres militars destacats de la defensa de Barcelona, com el comandant general Antoni de Villarroel, el general Miquel de Ramon i el coronel Antonio del Castillo, entre d'altres.
El 1725, després d'11 anys de presidi, va ésser alliberat seguint l'article 9è del Tractat de Pau de Viena signat entre Carles VI del Sacre Imperi Romanogermànic (el Carles III dels catalans) i Felip V d'Espanya. Dos anys més tard sol·licitava el passaport a Madrid per marxar cap a Viena, on va continuar servint el rei Carles, aleshores emperador. A Viena, el 16 d'agost del 1727 era nomenat Generalfeldwachmesiter (general de batalla) de l'exèrcit imperial de Carles IV i va rebre el títol nobiliari de comte de Vinyals. Sis anys més tard, el 22 de desembre del 1733 rebia la graduació militar de Feldmarscahll-Leutnant (tinent mariscal). Sembla que va morir a Viena vers el 1740 i es desconeix on es troba la seua tomba.